# Dom Prasy (przedsiębiorstwo)
Dom Prasy S.A. – koncern prasowy w Warszawie, zwany także od koloru winiet „domem prasy czerwonej”. 
Działał w latach 1922–1939. Mieścił się w Domu Prasy przy ul. Marszałkowskiej 3/5. Wydawał dzienniki, czasopisma, pisma sensacyjne m.in.: „Kurier Czerwony”, „Express Poranny”, „Kino”, „Przegląd Sportowy”. Po roku 1932 organ prorządowy.